# رودخانه لووت
رودخانه لووت یکی از رودخانه های سنت لوسیا است.  از منطقه جنگلی به سمت ساحل شرقی زهکشی می کند.